# Лебане
Лебане (серб. Лебане) — населённый пункт городского типа в Сербии. Центр одноимённой общины в Ябланичском округе. Согласно переписи 2011 года, население составляло 9272 человека. Центр города находится на высоте 275,2 м над уровнем моря.

## Население
Согласно переписи населения 2002 года, в городе проживало 10 004 человека (9241 серб, 617 цыган, 17 черногорцев, 15 македонцев и другие).
| Численность населения | Численность населения | Численность населения | Численность населения | Численность населения | Численность населения | Численность населения | Численность населения |
| 1948                  | 1953                  | 1961                  | 1971                  | 1981                  | 1991                  | 2002                  | 2011                  |
| --------------------- | --------------------- | --------------------- | --------------------- | --------------------- | --------------------- | --------------------- | --------------------- |
| 1975                  | 2103                  | 2617                  | 5889                  | 7966                  | 9528                  | 10 004                | 9272                  |

## Религия
- Храм Усекновения Главы Иоанна Крестителя — центр трёх приходов Ябланичского архиерейского наместничества Нишской епархии Сербской православной церкви[3].